# Nahirne (Stryj)
Nahirne (ukrainisch Нагірне, bis 1950 Аннаберг; russisch Нагорное Nagornoje, polnisch ab 1939 Anówka, deutsch Annaberg) ist ein Dorf in der westukrainischen Oblast Lwiw mit etwa 130 Einwohnern.
Es gehört zur Landgemeinde Kosjowa im Rajon Stryj, bis 2020 gehörte es mit den Dörfern Dolyniwka und Smosche (Сможе) zur Landratsgemeinde Smosche im Rajon Skole.
Zwischen etwa 1835 und dem Jahr 1940 gab es im Dorf eine bedeutende galiziendeutsche Bevölkerung.

## Geschichte
Bei der Ersten Teilung Polens kam Smosche 1772 zum neuen Königreich Galizien und Lodomerien des habsburgischen Kaiserreichs (ab 1804).
Nach einer Pest- oder Cholera-Epidemie in der Gegend um Smosche warb Karl Scheiff, der Gutsherr von Smosche und Klymez, neue Siedler an. Etwa 1835 gründete er drei neue Dörfer: Felizienthal, Annaberg (heute Nahirne) und Karlsdorf. Die Siedler kamen aus Westböhmen und waren römisch-katholisch.
Im Jahre 1900 hatte die Gemeinde Annaberg 33 Häuser mit 189 Einwohnern, davon 184 deutschsprachige, 2 polnischsprachige, 3 ruthenischsprachige, 175 römisch-katholische, 3 griechisch-katholische, 11 Juden.
Nach dem Ende des Polnisch-Ukrainischen Kriegs 1919 kam Annaberg zu Polen. Im Jahre 1921 hatte die Gemeinde Annaberg 42 Häuser mit 237 Einwohnern, davon 211 Deutschen, 19 Polen, 7 Ruthenen, 213 römisch-katholische, 8 griechisch-katholische, 16 Juden (Religion). Am 11. März 1939 wurde der Name auf Anówka geändert.
Im Zweiten Weltkrieg gehörte es zuerst zur Sowjetunion und ab 1941 zum Generalgouvernement, ab 1945 wieder zur Sowjetunion, heute zur Ukraine. Die dann noch ansässigen Deutschen wurden 1940 infolge des Deutsch-Sowjetischen Grenz- und Freundschaftsvertrages umgesiedelt.
Im Jahre 1950 wurde der Name auf Nahirne (Нагірне) geändert.